# 2014 FE72
2014 FE72 est un objet transneptunien détaché. Son orbite est très allongée, il s'approche à proximité de l'orbite de Neptune et s'éloigne jusqu'à une distance environ cent fois plus importante. Il a été découvert en 2014, mais sa découverte a été annoncée le 29 août 2016.